# Kate Slatter
Kate Elizabeth Allen (nacida Slatter; Adelaida, 10 de noviembre de 1971) es una campeona mundial australiana y ganadora de la medalla de oro olímpica como remera. Es considerada como la remera más exitosa de la historia de Australia.
Ganó una medalla de oro en el doble coxless en los Juegos Olímpicos de Atlanta 1996 junto con Megan Still, consiguiendo para su país la primera medalla de oro en este deporte. Cuatro años más tarde consiguió la medalla de plata en los Juegos Olímpicos que se celebraron en Sídney 2000.
Comenzó a remar en el Adelaide University Boat Club en 1989, y en la regata de la Commonwealth de 1994 quedó en segundo lugar en la especialidad de cuatro coxless y del ocho. Dos años más tarde remó en el ocho que ganó los Juegos Universitarios australianos, dos semanas más tarde de ganar en Atlanta.
Ha ganado dieciséis títulos nacionales y obtuvo la medalla del Orden de Australia por sus aportaciones al deporte del remo.
En 2001 se la añadió dentro del Australian Institute of Sport, como "Best of the Best". En 2002 fue añadida también en el Salón de la Fama del Deporte Australiano.